# Вадул-Лека-Ноу
Вадул-Лека-Ноу (рум. Vadul-Leca Nou) — село у Теленештському районі Молдови. Входить до складу комуни, адміністративним центром якої є село Кезенешть.

## Населення
За даними перепису населення 2004 року у селі проживали 22 особи, усі — молдавани.